# Stazione meteorologica di Perdasdefogu
La stazione meteorologica di Perdasdefogu (in sardo: Istazione meteoròlogica de Perdasdefogu o Foghesu) è la stazione meteorologica di riferimento per il servizio meteorologico dell'Aeronautica Militare e per l'Organizzazione mondiale della meteorologia, relativa all'omonima località della provincia di Nuoro.

## Storia
La stazione meteorologica entrò in funzione a partire dal 19 maggio 1961 ed era inizialmente posta a 645 metri s.l.m. sulla sommità del poggio che domina il poligono a terra del Salto di Quirra. L'attuale ubicazione si ha dal 6 marzo 1980, quando fu spostata ai 604 metri s.l.m. dell'area Comando.
L'osservatorio meteorologico ha interrotto la rilevazione dei dati meteorologici, eccetto le precipitazioni, nel periodo compreso tra il 1980 e il 1987, oltre a conoscere periodi di discontinuità nelle rilevazione dei medesimi a partire dal 1999.

Dal giorno 1º febbraio 2010 la stazione effettua osservazioni orarie aeronautiche (metar) dal lunedì al giovedì dalle ore 8:00 alle ore 17:00 e il venerdì dalle ore 8:00 alle ore 13:00, mentre i syrep riepilogano nel complesso i valori rilevati a livello giornaliero. La stazione poteva inoltre effettuare osservazioni saltuarie anche al di fuori degli orari riportati.
Da maggio 2018 l'orario di servizio è stato esteso: dal lunedì al giovedì la stazione effettua osservazioni orarie dalle 7:00 alle 18:00 e il venerdì dalle ore 7:00 alle 15:00.
Nel 2005 è stata attivata presso la stessa area di ubicazione una stazione automatica DCP con codice WMO 16545, i cui dati rilevati sono allineati a quelli registrati presso la classica stazione presidiata.
Dal 1º aprile 2022 la stazione effettua, oltre alle osservazioni aeronautiche orarie, anche osservazioni sinottiche (synop) orarie con un nuovo orario di servizio esteso dal lunedì al venerdì dalle ore 7:00 alle ore 21:00.

## Caratteristiche
La stazione meteorologica si trova nell'Italia insulare, in Sardegna, in provincia di Nuoro, nel comune di Perdasdefogu, presso il Poligono Interforze del Salto di Quirra, a 604 metri s.l.m. e alle coordinate geografiche 39°40′25.84″N 9°26′28.46″E.

## Medie climatiche ufficiali

### Dati climatologici 1961-1990
In base alla media trentennale di riferimento (1961-1990) per l'Organizzazione Mondiale della Meteorologia, la temperatura media del mese più freddo, gennaio, si attesta a +6,5 °C; quella del mese più caldo, luglio, è di +22,6 °C; si contano, mediamente, 11 giorni di gelo all'anno. Nel medesimo trentennio, la temperatura minima assoluta (corrispondente al valore minimo assoluto dell'intera serie storica) è stata registrata il 23 gennaio 1963 con -6,8 °C, mentre la massima assoluta (corrispondente al valore massimo assoluto dell'intera serie storica disponibile) di +41,0 °C è del 7 agosto 1970 ed è riuscita a resistere all'assalto delle intense ondate di calore del 2003, quando si raggiunsero "soltanto" i +40,0 °C (la stazione tuttavia era inattiva sia nel giugno 1982 che nel luglio 1983, quando sarebbe potuto essere superato il valore record del 1970.
Le precipitazioni medie annue, attorno ai 550 mm, distribuite mediamente in 69 giorni, con minimo in estate e picco in autunno..
| Perdasdefogu (1961-1990)     | Mesi        | Mesi        | Mesi        | Mesi        | Mesi        | Mesi        | Mesi        | Mesi        | Mesi        | Mesi        | Mesi        | Mesi        | Stagioni | Stagioni | Stagioni | Stagioni | Anno  |
| Perdasdefogu (1961-1990)     | Gen         | Feb         | Mar         | Apr         | Mag         | Giu         | Lug         | Ago         | Set         | Ott         | Nov         | Dic         | Inv      | Pri      | Est      | Aut      | Anno  |
| ---------------------------- | ----------- | ----------- | ----------- | ----------- | ----------- | ----------- | ----------- | ----------- | ----------- | ----------- | ----------- | ----------- | -------- | -------- | -------- | -------- | ----- |
| T. max. media (°C)           | 9,2         | 9,7         | 11,7        | 14,0        | 19,1        | 23,9        | 28,2        | 27,9        | 24,0        | 18,6        | 13,5        | 10,1        | 9,7      | 14,9     | 26,7     | 18,7     | 17,5  |
| T. min. media (°C)           | 3,8         | 3,6         | 4,7         | 6,5         | 10,4        | 13,9        | 17,0        | 17,1        | 14,7        | 11,4        | 7,4         | 5,0         | 4,1      | 7,2      | 16,0     | 11,2     | 9,6   |
| T. max. assoluta (°C)        | 19,6 (1965) | 19,6 (1966) | 21,2 (1990) | 25,0 (1968) | 30,2 (1967) | 37,1 (1965) | 39,5 (1968) | 41,0 (1970) | 35,0 (1970) | 32,4 (1987) | 23,8 (1963) | 20,8 (1989) | 20,8     | 30,2     | 41,0     | 35,0     | 41,0  |
| T. min. assoluta (°C)        | −6,8 (1963) | −4,3 (1965) | −4,8 (1963) | −0,2 (1976) | 1,4 (1967)  | 6,0 (1969)  | 8,6 (1978)  | 10,6 (1972) | 8,0 (1974)  | 0,4 (1974)  | −1,2 (1971) | −4,6 (1961) | −6,8     | −4,8     | 6,0      | −1,2     | −6,8  |
| Giorni di gelo (Tmin ≤ 0 °C) | 3           | 4           | 2           | 0           | 0           | 0           | 0           | 0           | 0           | 0           | 1           | 1           | 8        | 2        | 0        | 1        | 11    |
| Precipitazioni (mm)          | 56,6        | 59,6        | 54,6        | 48,6        | 25,9        | 22,5        | 13,6        | 24,2        | 39,7        | 52,7        | 69,2        | 97,3        | 213,5    | 129,1    | 60,3     | 161,6    | 564,5 |
| Giorni di pioggia            | 8           | 8           | 8           | 7           | 4           | 3           | 2           | 3           | 4           | 6           | 7           | 9           | 25       | 19       | 8        | 17       | 69    |

## Valori estremi

### Temperature estreme mensili dal 1961 ad oggi
Nella tabella sottostante sono riportate le temperature massime e minime assolute mensili, stagionali ed annuali dal 1961 ad oggi, con il relativo anno in cui queste sono state registrate. La minima assoluta di -6,8 °C è del 23 gennaio 1963, mentre la massima assoluta del periodo esaminato di +42,6 °C è del 18 luglio 2023; tuttavia, va segnalato che la stazione non rilevava i dati termometrici nel 1981 e nel 1985, quando nel mese di gennaio potrebbero essersi verificate minime prossime al record, così come nel 1982 e 1983, quando rispettivamente nel mese di giugno e in quello di luglio avrebbero potuto verificarsi i relativi record mensili di caldo.
| Perdasdefogu (1961-2023) | Mesi        | Mesi        | Mesi        | Mesi        | Mesi        | Mesi        | Mesi        | Mesi        | Mesi        | Mesi        | Mesi        | Mesi        | Stagioni | Stagioni | Stagioni | Stagioni | Anno |
| Perdasdefogu (1961-2023) | Gen         | Feb         | Mar         | Apr         | Mag         | Giu         | Lug         | Ago         | Set         | Ott         | Nov         | Dic         | Inv      | Pri      | Est      | Aut      | Anno |
| ------------------------ | ----------- | ----------- | ----------- | ----------- | ----------- | ----------- | ----------- | ----------- | ----------- | ----------- | ----------- | ----------- | -------- | -------- | -------- | -------- | ---- |
| T. max. assoluta (°C)    | 19,6 (1965) | 19,8 (2014) | 25,2 (2016) | 26,6 (1992) | 33,0 (2015) | 37,6 (2022) | 42,6 (2023) | 41,0 (1970) | 35,0 (1970) | 32,4 (1987) | 23,8 (1963) | 20,8 (1989) | 20,8     | 33,0     | 42,6     | 35,0     | 42,6 |
| T. min. assoluta (°C)    | −6,8 (1963) | −4,4 (2012) | −4,8 (1963) | −0,2 (1976) | 1,4 (1967)  | 6,0 (1969)  | 8,6 (1978)  | 9,0 (1995)  | 8,0 (1974)  | 0,4 (1974)  | −1,2 (1971) | −5,8 (1996) | −6,8     | −4,8     | 6,0      | −1,2     | −6,8 |